# Hofamt Priel
Hofamt Priel település Ausztriában, Alsó-Ausztria tartományban, a Melki járásban. Tengerszint feletti magassága 240 méter, területe 39,63 km².

## Elhelyezkedése
Hofamt Priel Sankt Oswald, Yspertal, Münichreith-Laimbach, Marbach an der Donau, Persenbeug-Gottsdorf, Ybbs an der Donau, Sankt Martin-Karlsbach és Nöchling településekkel határos.

## Népesség
| 2016 | 1 716 |
| 2018 | 1 675 |